# Lysebotn
Lysebotn ist ein Ort in der norwegischen Kommune Sandnes im Fylke Rogaland. Der Ort ist vor allem im Sommer Ausgangspunkt für viele Touristen.

## Geografie
Lysebotn liegt im Osten der Kommune Sandnes am inneren Ende des Lysefjords. Dieser schneidet sich von Westen kommend in das Land ein. Der Ort befindet sich am Treffpunkt der Flusstäler der Lyseåna und der Stølsåna. Letzterer fließt aus dem Norden kommend auf Lysebotn zu und mündet in der Ortschaft in die Lyseåna, die wiederum in den Lysefjord mündet.
Die Ortschaft ist von steil ansteigenden Bergen umgeben. Direkt südlich von Lysebotn werden Höhen von über 900 moh. erreicht. Weiter südöstlich befindet sich das Kjerag-Plateau mit einer Höhe von 1132 moh. Der Berg fällt am Lysefjord rund 1000 Meter nahezu senkrecht ab.

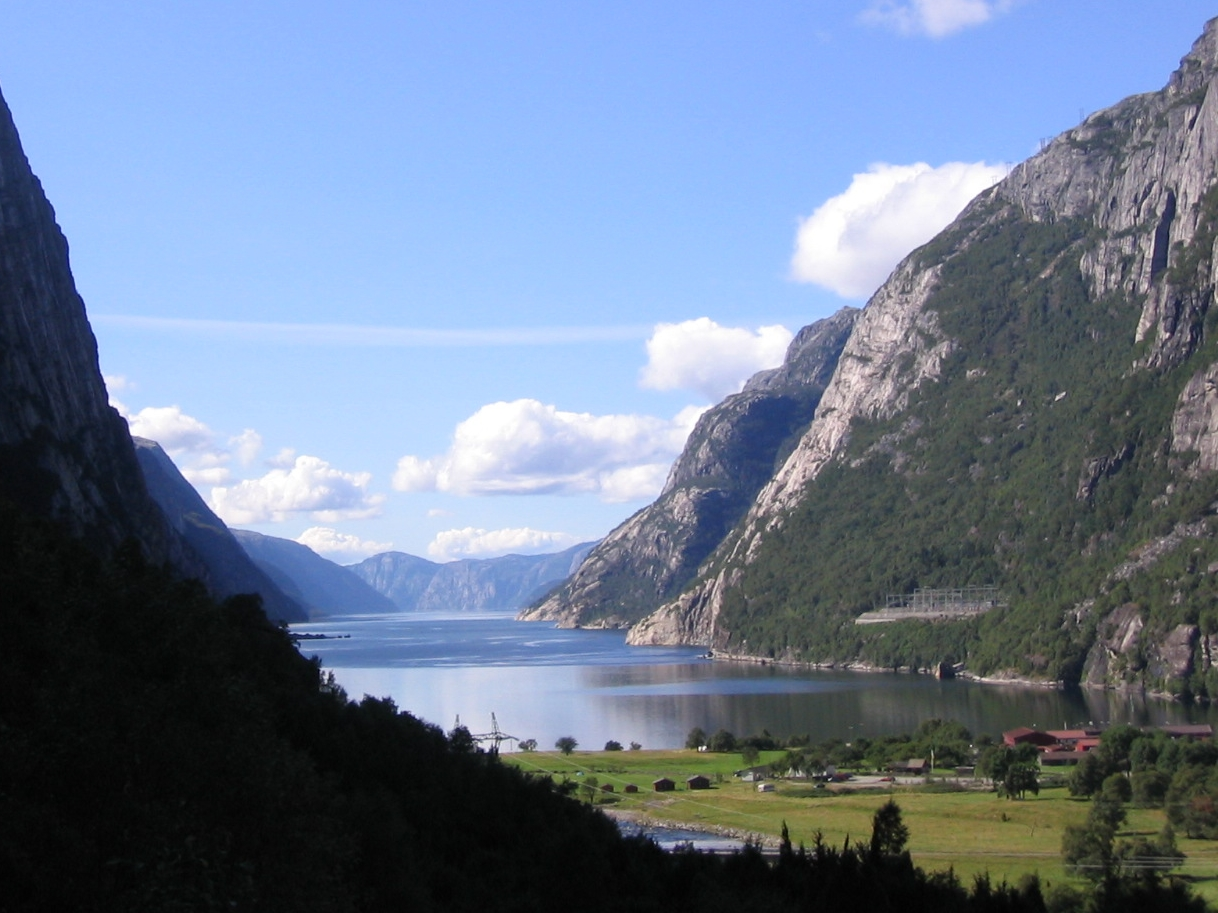
Lysebotn und der Lysefjord
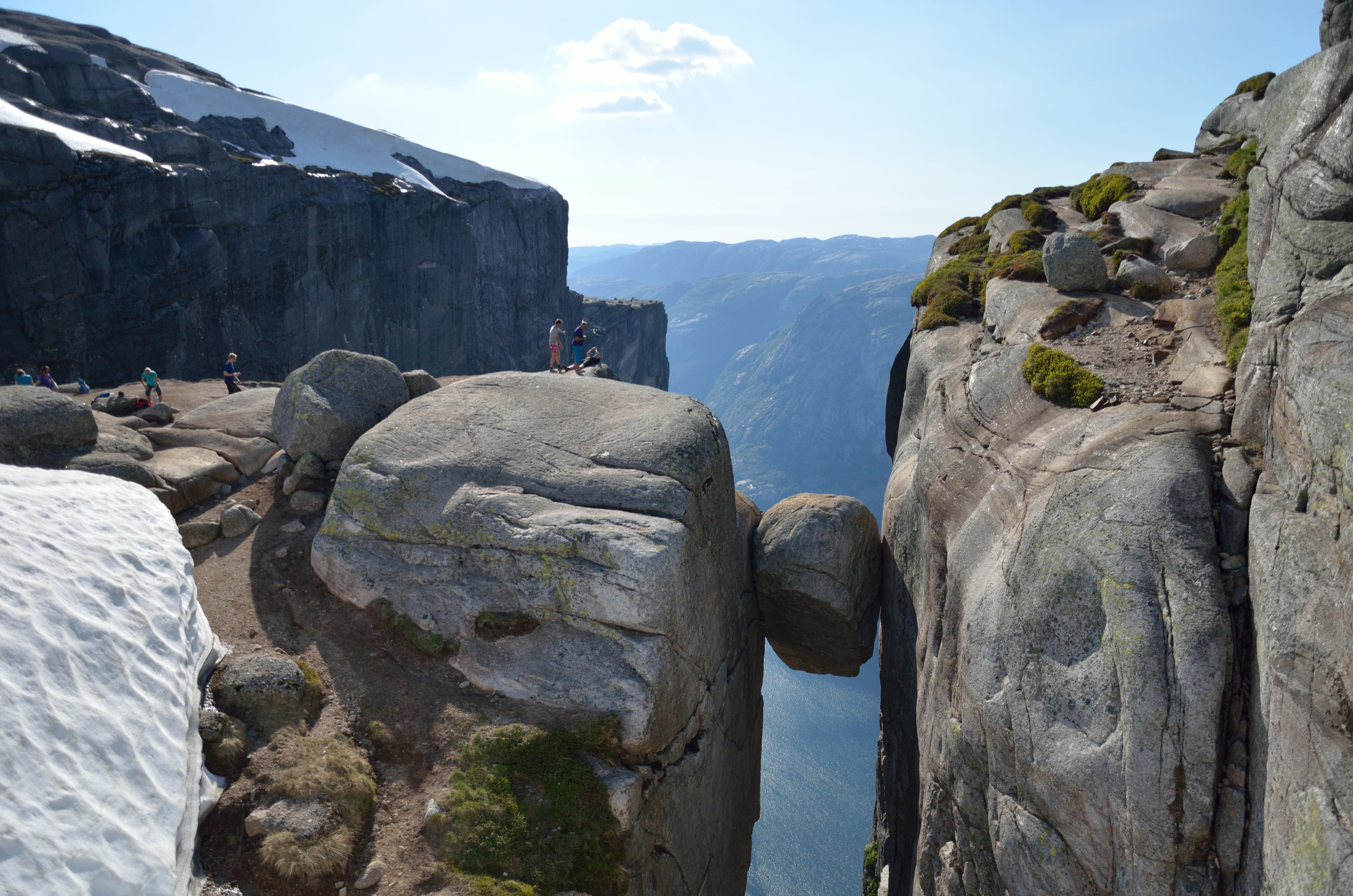
Kjerag und der Kjeragbolten in der Nähe von Lysebotn

## Wirtschaft und Infrastruktur
Nach Lysebotn führt der Fylkesvei 4224, auch Lysevegen genannt. Die Passstraße stellt die Verbindung zum weiter südöstlich verlaufenden Fylkesvei 450 her. In ihrem Verlauf befindet sich 27 Haarnadelkurven und über 900 Meter Höhenunterschied. Im Winter ist der Lysevegen gesperrt.
In Lysebotn befinden sich die beiden Wasserkraftwerke Lysebotn I und Lysebotn II. Ersteres wurde im Jahr 1953 in Betrieb genommen und hatte zwischen 1991 und 2020 eine durchschnittliche Jahresproduktion von 36,5 GWh. Es nutzt eine Fallhöhe von rund 630 Metern. Am Kraftwerk Lysebotn II, das seit 2018 in Betrieb ist, beträgt die Fallhöhe rund 671 Meter und die durchschnittliche Jahresproduktion liegt bei etwa 1476 GWh. Das Hauptmagazin ist der See Lyngsvatnet, der sich im Nordwesten der Ortschaft befindet.
Für die lokale Wirtschaft ist der Sommertourismus von größerer Bedeutung. Die umliegenden Berge, unter anderem der Kjerag, ziehen sowohl Kletterer als auch Base-Jumper an.

## Kapelle
Mit der Lyse kapell befindet sich eine Holzkapelle in der Ortschaft. Sie wurde 1961 fertiggestellt und hat rund 150 Sitzplätze.

## Sport
Im Rahmen des Blinkfestivalens wird seit 2010 der Sommerbiathlon-Wettkampf Lysebotn Opp veranstaltet. Es handelt sich um Anstiegsrennen mit Rollski über 7,5 Kilometer und 640 Höhenmeter auf der Serpentinenstraße. Die durchschnittliche Steigung beträgt rund 10 %.